# Asa Cristina Laurell
Asa Ebba Christina Laurell (Upsala, Siglo XX) es una investigadora, médica y política de origen sueco y naturalizada mexicana en 1971. Es reconocida como una de las figuras más representativas de la corriente de la medicina social latinoamericana. Fue titular de la Secretaría de Salud del Distrito Federal durante la gestión de Andrés Manuel López Obrador (2000-2006). Desde el 1 de diciembre de 2018 al 18 de junio de 2020 fungió como Subsecretaria de Integración y Desarrollo del Sector Salud en la Secretaría de Salud.

## Formación
Obtuvo el grado de médica cirujana en la Universidad de Lund en 1971. También es especialista en Epidemiología y maestra en Salud Pública por la Universidad de California en Berkeley, grados que obtuvo en 1973. En la Universidad Nacional Autónoma de México se graduó como doctora en Sociología en 1987. Al año siguiente ingresó al Sistema Nacional de Investigadores.

## Labor académica
Asa Cristina Laurell comenzó su carrera académica en México en 1972, como profesora en materias que abordaban la relación entre la medicina y los problemas sociales. Tras la creación de la Universidad Autónoma Metropolitana, formó parte del grupo de académicos que impulsó maestría en Medicina Social en la Unidad Xochimilco de esa casa de estudios en 1976. Coordinó este programa de posgrado de 1979 a 1981 y continuó su labor como docente e investigadora de la UAM Xochimilco hasta el año 2000, cuando fue invitada a encabezar la Secretaría de Salud del Distrito Federal por el jefe de gobierno capitalino Andrés Manuel López Obrador. Además formó parte de la Junta Directiva de la Universidad Autónoma Metropolitana de 1990 a 1997.
Laurell es reconocida como una de las figuras más emblemáticas de la medicina social latinoamericana. Esta corriente de pensamiento se comenzó a desarrollar en América Latina a partir de la década de 1970, aunque reivindica como antecedentes históricos el pensamiento y la obra de personajes como Rudolf Virchow y Georges Canguilhem. Uno de los aportes más significativos de Laurell a la medicina social latinoamericana es que su obra se enfoca en la determinación histórica del proceso salud-enfermedad —al que llamó nexo biopsíquico humano históricamente específico—, en contraste con la postura médica hegemónica que concibe a la salud y la enfermedad como dos entes aislados que son causados exclusivamente por factores biológicos sin relación con el contexto histórico de los colectivos.
Durante su carrera en la UAM-X desarrolló varias líneas de investigación: “La salud-enfermedad como proceso social”; “Proceso de trabajo y salud” y; de 1989 en adelante “Política social y política de salud y seguridad social”. Los resultados de estas investigaciones se han publicado en diez libros y unos 50 artículos en revistas científicas especializadas. Algunos de sus libros más importantes son El desgaste obrero,  La salud en la fábrica, La política social en la crisis. Una alternativa para el sector salud y Para la investigación de la salud de los trabajadores.

## Labor política
Entre sus actividades políticas destacan su participación en la fundación de la Revista Punto Crítico en 1972 en la cual fue elegida miembro de la dirección en 1977 hasta la disolución de la organización en 1989 para integrarse al Partido de la Revolución Democrática (PRD). Asimismo fue una de las fundadoras de Mujeres en Acción Solidaria (MAS) en 1971.
En 1987 se incorporó a la campaña presidencial del Frente Democrático Nacional y participó en la fundación del PRD en 1989. Fue miembro electa del 1.er, 2.º y 3.er Consejo Nacional del PRD y vicepresidenta del 3.er Consejo Nacional. Fungió como directora de la revista Coyuntura 1991-1994 y coordinadora del área de política social del Instituto de Estudios de la Revolución Democrática, 1995-1996. Fue Secretaria de Estudios y Programa del Comité Ejecutivo Nacional del PRD de agosto de 1996 a marzo de 1999. En esta función coordinó la Plataforma Electoral 1997 y el Programa de la Revolución Democrática de 1998. Participó en el equipo de campaña del Andrés Manuel López Obrador en la contienda por la Jefatura de Gobierno del DF.

## Gestión en los servicios de salud del Distrito Federal
Fue nombrada secretaria de Salud del Gobierno del Distrito Federal por López Obrador en diciembre de 2000. Durante su gestión en la Secretaría instrumentó la Pensión Alimentaria que alcanzó cobertura universal en 2002. La pensión fue elevada a rango de ley en 2003, creándose un nuevo derecho social en el DF. A fin de hacer cumplir el derecho constitucional a la protección de la salud se construyó en la Secretaría el Programa de Servicios Médicos y Medicamentos Gratuitos para los residentes del DF sin seguridad social laboral. En 2006 este programa amparaba al 95% de las familias no-aseguradas. En mayo del mismo año la Asamblea Legislativa aprobó una ley que confiere el derecho de obtener servicios médicos y medicamentos gratuitos a los residentes no-asegurados del DF y que obliga al Gobierno del DF a proporcionarlos. Durante su gestión se fortaleció la infraestructura de salud con la construcción de dos nuevos hospitales, cuatro centros de salud, una clínica comunitaria; además de que en la infraestructura existente se realizó la ampliación o reconstrucción de los 25 hospitales y se fortalecieron con la compra de nuevo equipamiento médico. Con estas medidas se incrementó importantemente la prestación de servicios (30% en hospitalización, 35% en urgencias y 85% en cirugías).
Renunció en mayo de 2006 para incorporarse a la campaña presidencial de Andrés Manuel López Obrador. Después de las elecciones de 2006, Laurell ha mantenido su apoyo al movimiento izquierdista de López Obrador como parte del gabinete del "gobierno legítimo de México" y del Movimiento de Regeneración Nacional (Morena).

## Publicaciones
Es autora y coautora de 18 libros y más de 100 artículos en revistas y bibliografía especializada. Además es parte del consejo editorial de dos revistas internacionales de ciencias sociales y salud.
- Laurell, Asa Cristina (1993). «La construcción teórico-metodológica de la investigación sobre salud de los trabajadores». En Organización Panamericana de la Salud: Investigación en salud de los trabajadores: 13-35.
- Laurell, Asa Cristina y Márquez, Margarita (1993). El desgaste obrero en México. Proceso de producción y salud. Ciudad de México: ERA.
- Laurell, Asa Cristina, R. Briceño-León, M. C. S. Minayo, and C. A. E. Coimbra Jr. "Globalización, Políticas Neoliberales Y Salud.” Salud Y Equidad: Una Mirada Desde Las Ciencias Sociales, 2000, 73–84.